# Dominic Fike

Firma di Dominic Fike

Dominic David Fike (Naples, 30 dicembre 1995) è un cantautore e attore statunitense.

## Biografia
Nato a Naples, Fike ha registrato il suo primo EP Don't Forget About Me, Demos a dicembre 2017 mentre era sotto arresti domiciliari a causa di un'aggressione aggravata contro un agente di polizia. La pubblicazione, la cui uscita è avvenuta nel 2018, è stata supportata dal singolo 3 Nights, che ha visto la svolta commerciale del cantante, arrivando in top ten delle classifiche di diversi mercati, tra cui Australia, dove è stato certificato settuplo platino dall'industria musicale locale con oltre 490 000 unità vendute, Regno Unito e Nuova Zelanda.
Nel 2020 ha pubblicato i singoli Chicken Tenders e Politics & Violence per il suo album in studio di debutto What Could Possibly Go Wrong, che è entrato al 41º posto della Billboard 200 statunitense.
Nel 2022 esordisce come attore, interpretando Elliot in Euphoria, ruolo grazie al quale viene candidato per due premi agli MTV Movie & TV Awards.

## Discografia

### Album in studio
- 2020 – What Could Possibly Go Wrong
- 2023 – Sunburn

### EP
- 2018 – Don't Forget About Me, Demos
- 2024 – 14 Minutes

### Singoli
- 2019 – 3 Nights
- 2019 – Rollerblades
- 2019 – Açaí Bowl
- 2019 – Phone Numbers (con Kenny Beats)
- 2019 – Hit Me Up (con Omar Apollo e Kenny Beats)
- 2020 – Chicken Tenders
- 2020 – Politics & Violence
- 2021 – Photo ID (con Remi Wolf)
- 2022 – Elliot's Song (con Zendaya)
- 2023 – Dancing in the Courthouse
- 2023 – Ant Pile
- 2023 – Mona Lisa
- 2023 – Mama's Boy
- 2023 – Hey Blondie
- 2025 – Geezer (con Kevin Abstract)

### Collaborazioni
- 2025 – Love Hangover (Jennie feat. Dominic Fike)

## Filmografia

### Cinema
- Earth Mama, regia di Savanah Leaf (2023)

### Televisione
- Euphoria – serie TV, 8 episodi (2022)

## Doppiatori italiani
Nelle versioni in italiano delle opere in cui ha recitato, Dominic Fike è stata doppiato da:
- Alex Polidori in Euphoria